# 何培蓉
何培蓉（1972年—），在網路上的暱稱為珍珠，中國江蘇南京人。因幫助盲人陳光誠逃離山東東師古村，引起國際社會重視，2012年獲第12屆中國青年人權獎得主。

## 生平
何培蓉曾是一名英語教師。2008年加入汶川地震義工工作，之後開始關注人權議題。
她長期在網路上發起救援行動等，關心陳光誠。期間也曾六度赴山東臨沂探視陳光誠，多次遭東師古村流氓毆打，以及遭山東公安拘留審問。2012年4月她坐車参加接應陳光誠活动，和北京學者郭玉閃等人協助他逃出山東，在陳光誠進入美國駐北京大使館後並於推特上公佈了陳光誠逃離山東的經過，緊急呼籲各方關注其安危。2012年4月27日被公安扣留7天，始終拒絕透露營救細節，後獲釋。
2012年6月3日，由王丹等流亡海外的八九民運人士設立的「中國青年人權獎」公布基於「儘管何培蓉過去一年承受巨大壓力，以至不得不辭去教職，健康也每況愈下，但她對自己的行為表現出令人尊敬的淡然和謙卑，並自認只是個普通人」而將第12屆獎項頒給她。
2013年9月在南京成立社會公益非政府组织「新葉公益服務中心」，推動四川山區貧困學生學習服務與南京市內一些社區志願服務，2016年由於慈善法與境外非政府组织境内活动管理法相繼制訂，非政府组织活動變得困難，2022年離開中國，在泰国定居並協助東南亞跨國人口販賣事件中被禁錮者解救的工作。

## 外部連結
- 何培蓉的X（前Twitter）
- YouTube上的何培蓉頻道